# Elizabeth Roboz Einstein
Elizabeth Roboz-Einstein (Szászváros, 11 aprile 1904 – Berkeley, 9 gennaio 1995) è stata una chimica e neuroscienziata ungherese naturalizzata statunitense; pioniera nel campo della neurochimica, è nota per aver purificato e caratterizzato la proteina basica della mielina (MBP), studiando il suo potenziale ruolo nella malattia neurodegenerativa della sclerosi multipla.

## Biografia
Elizabeth Roboz nacque nel 1904 a Szászváros, Ungheria (ora Orăștie, Romania). Suo padre, un insegnante di scuola superiore e rabbino capo della città, morì nel 1914 e sua madre si trasferì con Elizabeth e i suoi cinque fratelli a Nyiregyháza.
Durante il suo ultimo anno di liceo, il parlamento ungherese limitò il numero di studenti ebrei che potevano essere ammessi all'Università di Budapest, così riconoscendo che la restrizione poteva impedirle di essere ammessa, si iscrisse all'Università di Vienna, dove conseguì un dottorato di ricerca in chimica organica nel 1928. Terminati gli studi tornò in Ungheria dove l'Università di Budapest le impose di ripetere gli esami prima di confermare la laurea.
Nel 1940 emigrò dall'Ungheria, dove l'antisemitismo era in aumento, negli Stati Uniti attraverso un visto di specialista agrario. La sua famiglia rimase nel suo paese natale, nonostante nel paese fosse in corso la seconda guerra mondiale; sua madre morì durante la guerra e suo fratello Karl e due dei suoi cognati furono uccisi dai nazisti ungheresi. Dopo la guerra, gli altri suoi fratelli la raggiunsero negli Stati Uniti.

### Vita privata
Elizabeth Roboz sposò Hans Albert Einstein, figlio del fisico Albert Einstein, e professore di ingegneria idraulica presso l'Università della California - Berkeley, nel giugno del 1959. Essi non avevano figli insieme, anche se Hans aveva quattro figli dal suo primo matrimonio con Frieda Knecht. Suo marito Hans morì il 26 luglio 1973 ed Elizabeth scrisse una sua biografia: Hans Albert Einstein: Reminiscences of his Life and our Life Together (1992).
La scoperta di Elizabeth Roboz della proteina basica della mielina suscitò l'interesse di Jonas Salk (che era interessato a sapere se fosse coinvolta nella sclerosi multipla), tanto che i due svilupparono un'amicizia e una collaborazione professionale tale che li portò a scambiarsi lettere per anni. Inoltre la Roboz era solita avere corrispondenza anche con la microbiologa Esther Lederberg.

## Carriera
Elizabeth Roboz-Einstein iniziò la sua carriera di ricercatrice come botanica a Vienna, dove istituì un laboratorio di nutrizione vegetale presso un'azienda ungherese. Dopo essere emigrata negli Stati Uniti, fondò un altro laboratorio di nutrizione vegetale, questa volta presso un'azienda di patate a Stockton, in California.
Dopo queste prime posizioni nel settore passò al mondo accademico; lavoro presso: il California Institute of Technology (Caltech), come assistente di ricerca nel 1942, poi come professore associato di chimica presso l'Università del Wyoming nel 1945.  Rimase in questa posizione anche mentre lavorava anche presso il College of Engineering come chimico di ricerca, fino al 1948, quando si unì alla Stanford University come ricercatore associato.
Nel 1952 lasciò Stanford e si trasferì alla Georgetown University, dove assunse la posizione di professore associato di biochimica, insegnando a studenti di medicina e tenendo conferenze presso l'ospedale Veterans Administration.
Tornò alla Stanford University nel 1958 poi all'Università della California nel 1959, e in seguito si trasferì al Berkeley Campus dell'Università della California.
Gran parte del suo lavoro è stato sostenuto dal National Institutes of Health (NIH), per il quale è stata ricercatrice per il Laboratorio di Scienze Cliniche. Inoltre è stata membro dell'American Chemical Society, della Society for Experimental Biology and Medicine e dell'American Academy of Neurology.

## Attività di ricerca
Elizabeth Roboz-Einstein e Karian Kies del National Institute of Health, identificarono la proteina basica della mielina (MBP) come l'antigene responsabile dell'incitamento della risposta immunitaria nell'encefalomielite allergica sperimentale (EAE), un sistema modello utilizzato per studiare sclerosi multipla (SM) e altre malattie demielinizzanti.  Gli scienziati sapevano che potevano produrre una risposta autoimmune che portava all'encefalite e alla demielinizzazione (degradazione della guaina grassa chiamata mielina che isola le fibre nervose) iniettando agli animali tessuto nervoso, ma prima di allora non sapevano cosa in particolare in questo tessuto stesse incitando la risposta immunitaria. Roboz-Einstein e Kies sono stati in grado di purificare MBP e mostrare che ha causato l'EAE. Questa scoperta ha permesso a Roboz-Einstein e ad altri scienziati di restringere quali regioni specifiche della proteina erano antigeniche, portando a un sistema modello migliorato e alla ricerca su potenziali immunoterapie per le malattie demielinizzanti.
Nel 1968, ricevette una borsa di ricerca di 28.405 dollari dalla National Multiple Sclerosis Society, che lei e i suoi colleghi dell'Università della California, a San Francisco, incluso il dottor Li-pen Chao, usarono per indagare su cosa rendesse questa proteina encefalitogenica. Inoltre sviluppò un metodo per misurare i livelli di immunoglobuline e glicoproteine nei componenti del liquido cerebrospinale (CSF) e ha studiato come la loro alterazione portasse alla malattia.  Dal 1961 al 1962, è stata borsista della SEATO presso l'Università di Bangkok,  e ha svolto ricerche presso l'Istituto Pasteur di Bangkok che ha coinvolto lo studio dell'encefalomielite post-vaccinale contro la rabbia.
Oltre a studiare le malattie del sistema nervoso, ha svolto ricerche per cercare di comprendere meglio il normale sviluppo del sistema nervoso. All'Università della California, a San Francisco, ha condotto un'indagine sulle proteine nel tessuto neurale, in particolare quelle formate durante la mielinogenesi , e su come cambiano nel corso dello sviluppo. Presso l'Università della California, Berkeley, ha collaborato con la collega Paola S. Timiras per studiare le interazioni cervello- endocrino. In particolare, esaminarono gli effetti degli ormoni tiroidei sul processo di mielinogenesi, scoprendo che influenzano l'inizio del processo, nonché la composizione e l'abbondanza di mielina prodotta durante lo sviluppo del cervello. Ciò ha contribuito a portare alla terapia ormonale sostitutiva per i neonati affetti da ipotiroidismo.

## Riconoscimenti
- Premio Medaglia d'Oro di Milano, Società Internazionale di Neurochimica (1970);
- Nomina come una delle dieci donne illustri della Bay Area nel 1965 dal San Francisco Examiner;
- Raskob Faculty Award per i ricercatori delle università cattoliche, Georgetown University (1956).